# Héctor Behm Rosas
Héctor Behm Rosas (1916 - 2003) ocupó el cargo de Superintendente de Bancos (1972-1973). 

## Familia
Nace en la ciudad de Tacna, Perú, el 7 de julio de 1916.  Es hijo de Víctor Behm Gálvez y Fresia Rosas Santiago.
Casado con Jane Pearl Reid Bravo, tuvo tres hijos: Perla, Douglas y Edwin.
Fallece en la Ciudad de México, D.F. el 21 de diciembre de 2003.

## Educación
Abogado de la Universidad de Chile, obtuvo su título en 1939.

## Trayectoria Pública
Ocupó el cargo de Superintendente de Bancos entre 1972 y 1973 en reemplazo de  
Manuel Matamoros Norambuena.  
El nombramiento fue realizado por el gobierno del Presidente Salvador Allende mediante el Decreto N°1.622 de 20 de octubre de 1972 y 
comunicado mediante la Circular N° 1.086 de la Superintendencia de Bancos de 20 de octubre de 1972. 

Ocupó el cargo hasta el 16 de septiembre de 1973, hecho comunicado mediante la Circular N°1.127.

## Trayectoria política
En 1932 ingresa a una agrupación política que en el 1933 constituyó el Partido Socialista de Chile.
Fue miembro de la Comisión Agraria (CONAS) y miembro de la Brigada de Abogados. 
En 1970 ocupó el rol de Fiscal de la Corporación de la Reforma Agraria (CORA) en el gobierno de la Unidad Popular.
En 1975 parte rumbo al exilio hacia México, país donde ocupará un rol activo en el Partido Socialista de Chile, Comunal México, que agrupa a los militantes del partido en el exilio.

## Publicaciones
En 1939 publica su tesis de grado: "El problema de la habitación mínima", de la Facultad de Ciencias Jurídicas y Sociales de la Universidad de Chile.
En 1942 publica el libro: "Política de la vivienda seguida por la Corporación de Reconstrucción y Auxilio" de la editorial Imprenta y Litografía Leblanc.
En 1996 publica el libro: "Detención arbitraria, inejecución de órdenes de aprehensión y abusos en su cumplimiento. Materiales de Trabajo, de ediciones CNDH, México.
En 1997 publica el informe:"Procuración de justicia y derechos humanos: análisis de recomendaciones de la Comisión Nacional de Derechos Humanos, México D.F.".